# Cássia
Pour les articles homonymes, voir Cassia (homonymie).
Cássia est une municipalité brésilienne de l'État du Minas Gerais et la microrégion de Passos.